# Тимощук Анатолій Олександрович
Анато́лій Олекса́ндрович Тимощу́к (нар. 30 березня 1979, Луцьк) — український футболіст, півзахисник. З 2017 року — асистент головного тренера російського ФК «Зеніт». У складі санкт-петербурзького «Зеніта» чемпіон Росії, володар Суперкубка Росії, володар Кубка та Суперкубка УЄФА. У складі мюнхенської «Баварії» дворазовий чемпіон Німеччини, дворазовий володар кубка Німеччини та дворазовий володар Суперкубка Німеччини, переможець Ліги чемпіонів УЄФА.
Неодноразово критикувався в Україні за те, що продовжував працювати в Росії після початку російської війни проти України та повномасштабного вторгнення у 2022 році. З 7 січня 2023 року перебуває під санкціями РНБО за антиукраїнську діяльність і позбавлений усіх нагород.

## Клубна кар'єра

### «Волинь»
Вихованець дитячо-юнацької школи «Волині» (перший тренер — Володимир Байсарович) і Київського спортивного ліцею-інтернату.
У «Волині» починав грати на позиції нападника. Перший сезон у його кар'єрі 1995/1996. Зіграв 10 матчів у чемпіонаті, забивши 1 м'яч і одну кубкову гру. В наступному сезоні Анатолій був вже основним гравцем клубу. Зіграв 40 матчів. Зміг забити 6 м'ячів. Але у складі луцького клубу провів лише частину наступного сезону, перейшовши до донецького «Шахтаря».

### «Шахтар» (Донецьк)
Дебютував за клуб 1 квітня 1999 року в матчі проти «Югосталі». Відзначився двома голами.
В середині поля заграв вже в «Шахтарі», куди перейшов у 1997 році. У дебютному сезоні зіграв лише 9 матчів. Але забив 3 м'ячі. Поступово почав залучатися до основного складу. А з сезону 1998/1999 грав у Єврокубках.
У донецькому клубі став капітаном команди і справжнім улюбленцем футбольних фанів. Коли визначали символічну збірну «Шахтаря» за всі 70 років (1936—2006) існування команди, то саме Анатолія Тимощука вибрали почесним капітаном. У 2006 році ним зацікавились закордонні клуби, такі як: Ювентус, Феєнорд, Селтік і Рома. Але він перейшов у Зеніт.

### «Зеніт»
Взимку на початку 2007 року санкт-петербурзький «Зеніт» (у якого з'явився надійний спонсор — «Газпром») придбав українського півзахисника за суму близьку до 20 млн. доларів. Цей трансфер став рекордним для колишніх країн СРСР.
У чемпіонаті Росії 2007 «Зеніт» посів перше місце, а українця визнали найкращим гравцем російської Прем'єр-Ліги за підсумками сезону. Швидко став капітаном клубу і в сезоні 2007/2008 став переможцем Кубка УЄФА, а згодом і Суперкубка УЄФА. Влітку 2009 року перейшов до мюнхенської «Баварії».

### «Баварія» (Мюнхен)
Дебютував у складі мюнхенського клубу в товариському матчі проти Редд Буллу. Матч закінчився 0:0. Далі він отримував місце на полі. Але на початку другого сезону до 8-го туру чемпіонату Німеччини сидів на лаві запасних. Через пошкодження гравців основного складу повернув собі місце на полі.
Згодом оформив дубль у матчі проти Айнтрахту. Вийшовши на заміну в першому матчі чвертьфіналу Ліги чемпіонів, у якому «Баварія» в гостях обіграла «Марсель» (2:0), хавбек національної збірної України Анатолій Тимощук зіграв свій 100-й матч у складі мюнхенського гранда. В сезоні 2011/2012 став фіналістом Ліги Чемпіонів. «Баварія» програла у фіналі лондонському «Челсі». Але в наступному сезоні став переможцем турніру. Через прихід сильніших гравців втратив місце в основному складі.

### Повернення в«Зеніт»
Після перемоги в Лізі чемпіонів з «Баварією» у 2013 році Тимощук повернувся в «Зеніт», попри отримані пропозиції від різних клубів по всьому континенту.

### «Кайрат»
На початку липня 2015 уклав контракт із алматинським «Кайратом» (Казахстан) — учасником Ліги Європи.
У складі «Кайрата» завоював Кубок Казахстану. У протистоянні зі столичною «Астаною» його клуб здобув перемогу 2:1 (Анатолій у свої 36 років провів на полі всі 90 хвилин).

## Збірна
Дебютував у національній збірній: 26 квітня 2000 року в матчі Болгарія—Україна (0:1).
З моменту свого дебюту 2000 року Тимощук став одним із ключових гравців національної збірної України. Він отримав визнання за свою гру під час чемпіонату світу з футболу в 2006 році, в якому Україна досягла чвертьфіналу, отримавши звання «гравець матчу» після гри з Тунісом.
Був капітаном команди після того, як Андрій Шевченко завершив кар'єру в 2012 році. 11 жовтня 2010 в товариському матчі зі збірною Бразилії Тимощук став другим гравцем, що досяг позначки в 100 матчів за національну команду.
20 грудня 2011 Тимощука було визнано найкращим футболістом в історії України.
Матч проти збірної Латвії 31 березня 2015 року став 139-м у кар'єрі Тимощука. 13 серпня 2016 року Тимощук оголосив про завершення кар'єри у національній збірній України.

## Розслідування
У травні 2025 року Тимощук отримав підозру у пособництві державі-агресору (ч. 1 ст. 111-2 КК України).

## Тренерська діяльність
16 березня 2017 року став асистентом головного тренера «Зеніту» (Санкт-Петербург, Росія) Мірчі Луческу, підписавши контракт на 2 роки. Станом на березень 2022, продовжує працювати на цій посаді.

## Нагороди
7 січня 2023 року рішенням РНБО «Про застосування та внесення змін до персональних спеціальних економічних та інших обмежувальних заходів (санкцій)» на 10 років позбавлений державних нагород України, інших форм відзначення.
- Орден «За мужність» III ст. (19 серпня 2006) — за досягнення високих спортивних результатів на чемпіонаті світу з футболу 2006 року (Німеччина), виявлені мужність, самовідданість і волю до перемоги, утвердження міжнародного авторитету України[10] (позбавлений в листопаді 2024[11])
- Відзнака «Іменна вогнепальна зброя» (21 листопада 2015) — за досягнення високих спортивних результатів, вагомий внесок у розвиток вітчизняного футболу, піднесення міжнародного авторитету Української держави[12] (позбавлений в листопаді 2024[13])
- Заслужений працівник фізичної культури і спорту  України (3 червня 2008) — за досягнення визначних спортивних результатів, утвердження міжнародного авторитету українського футболу[14] (позбавлений в листопаді 2024)

## Санкції
З 6 січня 2023 року Анатолій Тимощук офіційно доданий до санкційного списку України.

## Особисте життя
Був одружений з Надією Навроцькою (з 2009 до 2016), з якою має двох доньок-близнят Ноа і Міа (нар. 2010). Також є хрещеним батьком старшої доньки Андрія Вороніна — Марії. Тимощук у Санкт-Петербурзі одружився вдруге з Анастасією Климовою, PR-художницею, у шлюбі з якою народилося дві доньки.
У Луцьку заснував щорічний дитячий футбольний турнір (у 2007 р. за «Кубок Анатолія Тимощука» змагалися не лише волинські та київські юнаки, а й польські футболісти).

## Інше
19 лютого 2017 року, боронячи Авдіївку від російських окупантів, від кулі снайпера загинув зведений брат дружини Тимощука лучанин Максим Гринчишин.
9 травня 2017 року екскапітан збірної України Анатолій Тимощук разом із петербурзькою командою «Зеніт» клав квіти з георгіївською стрічкою до меморіалу «Родина-мать» у Санкт-Петербурзі.
Станом на початок повномасштабного російського вторгнення в Україну 2022 року Тимощук працював помічником тренера російського «Зеніта». На відміну від інших українських гравців і тренерів (зокрема, Ярослава Ракицького чи Андрія Вороніна), він не звільнився з посади й не залишив Росію. Єдиною заявою Анатолія станом на 6 березня стало повідомлення про неможливість платити аліменти колишній дружині (яка проживає з дітьми в Німеччині) через санкції проти Росії. 11 березня 2022 року УАФ позбавила Тимощука тренерської ліцензії рівня Pro, усіх державних нагород, національних футбольних титулів (чемпіона України, володаря Кубку та Суперкубку) та виключила гравця з офіційного реєстру гравців збірних команд.
30 березня 2022 року депутати Луцької міської ради позбавили Тимощука звання «Почесний громадянин міста Луцька».

## Статистика виступів

### Клубна
Станом на 20 лютого 2016 року
| Клуб              | Сезон             | Чемпіонат | Чемпіонат | Кубок | Кубок | Єврокубки | Єврокубки | Суперкубок | Суперкубок | Всього | Всього |
| Клуб              | Сезон             | Ігри      | Голи      | Ігри  | Голи  | Ігри      | Голи      | Ігри       | Голи       | Ігри   | Голи   |
| ----------------- | ----------------- | --------- | --------- | ----- | ----- | --------- | --------- | ---------- | ---------- | ------ | ------ |
| Волинь            | 1995/96           | 10        | 1         | 1     | 0     | –         | –         | –          | –          | 11     | 1      |
| Волинь            | 1996/97           | 38        | 6         | 2     | 0     | –         | –         | –          | –          | 40     | 6      |
| Волинь            | 1997/98           | 14        | 1         | 2     | 0     | –         | –         | –          | –          | 16     | 1      |
| Всього            | Всього            | 62        | 8         | 5     | 0     | –         | –         | –          | –          | 67     | 8      |
| Шахтар            | 1997/98           | 9         | 3         | –     | –     | –         | –         | –          | –          | 9      | 3      |
| Шахтар            | 1998/99           | 18        | 2         | 3     | 0     | 2         | 0         | –          | –          | 23     | 2      |
| Шахтар            | 1999/00           | 23        | 0         | 3     | 0     | 2         | 0         | –          | –          | 28     | 0      |
| Шахтар            | 2000/01           | 25        | 4         | 5     | 1     | 11        | 0         | –          | –          | 41     | 5      |
| Шахтар            | 2001/02           | 26        | 3         | 7     | 1     | 6         | 1         | –          | –          | 39     | 5      |
| Шахтар            | 2002/03           | 30        | 4         | 6     | 1     | 4         | 0         | –          | –          | 40     | 5      |
| Шахтар            | 2003/04           | 29        | 6         | 6     | 1     | 6         | 0         | –          | –          | 41     | 7      |
| Шахтар            | 2004/05           | 25        | 4         | 5     | 0     | 10        | 0         | 1          | 0          | 41     | 4      |
| Шахтар            | 2005/06           | 27        | 5         | 2     | 1     | 8         | 0         | 1          | 0          | 38     | 6      |
| Шахтар            | 2006/07           | 15        | 1         | 2     | 1     | 8         | 0         | 1          | 0          | 26     | 2      |
| Всього            | Всього            | 227       | 32        | 39    | 6     | 57        | 1         | 3          | 0          | 326    | 39     |
| Зеніт             | 2007              | 29        | 4         | 5     | 5     | 8         | 1         | –          | –          | 42     | 10     |
| Зеніт             | 2008              | 27        | 6         | –     | –     | 16        | 0         | 1          | 0          | 44     | 6      |
| Зеніт             | 2009              | 11        | 0         | –     | –     | 3         | 2         | –          | –          | 14     | 2      |
| Всього            | Всього            | 67        | 10        | 5     | 5     | 27        | 3         | 1          | 0          | 100    | 18     |
| Баварія           | 2009/10           | 21        | 0         | 4     | 0     | 7         | 1         | –          | –          | 32     | 1      |
| Баварія           | 2010/11           | 26        | 3         | 4     | 0     | 6         | 1         | 1          | 0          | 37     | 4      |
| Баварія           | 2011/12           | 23        | 0         | 4     | 0     | 12        | 0         | –          | –          | 39     | 0      |
| Баварія           | 2012/13           | 16        | 1         | 3     | 0     | 4         | 0         | 1          | 0          | 24     | 1      |
| Всього            | Всього            | 86        | 4         | 15    | 0     | 29        | 2         | 2          | 0          | 132    | 6      |
| Зеніт             | 2013/14           | 22        | 0         | 1     | 0     | 5         | 0         | 1          | 0          | 29     | 0      |
| Зеніт             | 2014/15           | 11        | 0         | 1     | 0     | 9         | 0         | 0          | 0          | 21     | 0      |
| Всього            | Всього            | 33        | 0         | 2     | 0     | 14        | 0         | 1          | 0          | 50     | 0      |
| Кайрат            | 2015              | 10        | 0         | 1     | 0     | 6         | 0         | 0          | 0          | 16     | 0      |
| Кайрат            | 2016              | 2         | 0         | 0     | 0     | 0         | 0         | 1          | 0          | 3      | 0      |
| Всього            | Всього            | 12        | 0         | 1     | 0     | 6         | 0         | 1          | 0          | 20     | 0      |
| Всього за кар'єру | Всього за кар'єру | 487       | 54        | 67    | 11    | 133       | 6         | 8          | 0          | 695    | 71     |

### Матчі за національну збірну
| Дата       | Місто           | Господарі          | Результат               | Гості                | Турнір                               | Голи | Примітки         |
| ---------- | --------------- | ------------------ | ----------------------- | -------------------- | ------------------------------------ | ---- | ---------------- |
| 26/04/2000 | Софія           | Болгарія           | 0 – 1                   | Україна              | товариський матч                     | -    | 62'              |
| 31/05/2000 | Лондон          | Англія             | 2 – 0                   | Україна              | товариський матч                     | -    |                  |
| 02/09/2000 | Київ            | Україна            | 1 – 3                   | Польща               | Відбір до ЧС 2002                    | -    | 46'              |
| 07/10/2000 | Єреван          | Вірменія           | 2 – 3                   | Україна              | Відбір до ЧС 2002                    | -    | 46'              |
| 14/02/2001 | Тбілісі         | Грузія             | 0 – 0                   | Україна              | товариський матч                     | -    |                  |
| 26/02/2001 | Строволос       | Румунія            | 1 – 0 д.ч.              | Україна              | тов. турнір                          | -    | 54'              |
| 28/02/2001 | Ларнака         | Кіпр               | 4 – 3 д.ч.              | Україна              | тов. турнір                          | -    | 61'              |
| 24/03/2001 | Київ            | Україна            | 0 – 0                   | Білорусь             | Відбір до ЧС 2002                    | -    | 77'              |
| 28/03/2001 | Кардіфф         | Уельс              | 1 – 1                   | Україна              | Відбір до ЧС 2002                    | -    | 36'              |
| 02/06/2001 | Київ            | Україна            | 0 – 0                   | Норвегія             | Відбір до ЧС 2002                    | -    |                  |
| 06/06/2001 | Київ            | Україна            | 1 – 1                   | Уельс                | Відбір до ЧС 2002                    | -    |                  |
| 15/08/2001 | Рига            | Латвія             | 0 – 1                   | Україна              | товариський матч                     | -    |                  |
| 01/09/2001 | Мінськ          | Білорусь           | 0 – 2                   | Україна              | Відбір до ЧС 2002                    | -    | 64'              |
| 06/10/2001 | Хожув           | Польща             | 1 – 1                   | Україна              | Відбір до ЧС 2002                    | -    | 40'              |
| 10/11/2001 | Київ            | Україна            | 1 – 1                   | Німеччина            | Відбір до ЧС 2002                    | -    | 72'              |
| 14/11/2001 | Дортмунд        | Німеччина          | 4 – 1                   | Україна              | Відбір до ЧС 2002                    | -    | 23'              |
| 21/03/2002 | Осака           | Японія             | 1 – 0                   | Україна              | тов. турнір                          | -    | 76'              |
| 27/03/2002 | Констанца       | Румунія            | 4 – 1                   | Україна              | товариський матч                     | -    | 56'              |
| 17/04/2002 | Київ            | Україна            | 2 – 1                   | Грузія               | товариський матч                     | 1    |                  |
| 21/08/2002 | Київ            | Україна            | 0 – 1                   | Іран                 | товариський матч                     | -    |                  |
| 07/09/2002 | Єреван          | Вірменія           | 2 – 2                   | Україна              | Відбір до ЧЄ 2004                    | -    | 70'              |
| 12/10/2002 | Київ            | Україна            | 2 – 0                   | Греція               | Відбір до ЧЄ 2004                    | -    |                  |
| 16/10/2002 | Белфаст         | Північна Ірландія  | 0 – 0                   | Україна              | Відбір до ЧЄ 2004                    | -    |                  |
| 20/11/2002 | Трнава          | Словаччина         | 1 – 1                   | Україна              | товариський матч                     | -    | 76'              |
| 12/02/2003 | Ізмір           | Туреччина          | 0 – 0                   | Україна              | товариський матч                     | -    | 81'              |
| 29/03/2003 | Київ            | Україна            | 2 – 2                   | Іспанія              | Відбір до ЧЄ 2004                    | -    | 33'              |
| 02/04/2003 | Київ            | Україна            | 1 – 0                   | Латвія               | товариський матч                     | -    |                  |
| 30/04/2003 | Копенгаген      | Данія              | 1 – 0                   | Україна              | товариський матч                     | -    |                  |
| 11/06/2003 | Афіни           | Греція             | 1 – 0                   | Україна              | Відбір до ЧЄ 2004                    | -    | 51'              |
| 20/08/2003 | Донецьк         | Україна            | 0 – 2                   | Румунія              | товариський матч                     | -    |                  |
| 06/09/2003 | Донецьк         | Україна            | 0 – 0                   | Північна Ірландія    | Відбір до ЧЄ 2004                    | -    |                  |
| 10/09/2003 | Ельче           | Іспанія            | 2 – 1                   | Україна              | Відбір до ЧЄ 2004                    | -    | 67'              |
| 11/10/2003 | Київ            | Україна            | 0 – 0                   | Північна Македонія   | товариський матч                     | -    |                  |
| 18/02/2004 | Триполі         | Лівія              | 1 – 1                   | Україна              | товариський матч                     | -    |                  |
| 31/03/2004 | Скоп'є          | Північна Македонія | 1 – 0                   | Україна              | товариський матч                     | -    |                  |
| 28/04/2004 | Київ            | Україна            | 1 – 1                   | Словаччина           | товариський матч                     | -    | кап.             |
| 06/06/2004 | Сен-Дені        | Франція            | 1 – 0                   | Україна              | товариський матч                     | -    | кап. - 77' — 90' |
| 18/08/2004 | Ньюкасл         | Англія             | 3 – 0                   | Україна              | товариський матч                     | -    |                  |
| 04/09/2004 | Копенгаген      | Данія              | 1 – 1                   | Україна              | Відбір до ЧС 2006                    | -    |                  |
| 08/09/2004 | Алмати          | Казахстан          | 1 – 2                   | Україна              | Відбір до ЧС 2006                    | -    | кап.             |
| 09/10/2004 | Київ            | Україна            | 1 – 1                   | Греція               | Відбір до ЧС 2006                    | -    |                  |
| 13/10/2004 | Яремче          | Україна            | 2 – 0                   | Грузія               | Відбір до ЧС 2006                    | -    |                  |
| 09/02/2005 | Тирана          | Албанія            | 0 – 2                   | Україна              | Відбір до ЧС 2006                    | -    |                  |
| 30/03/2005 | Київ            | Україна            | 1 – 0                   | Данія                | Відбір до ЧС 2006                    | -    | 26'              |
| 04/06/2005 | Київ            | Україна            | 2 – 0                   | Казахстан            | Відбір до ЧС 2006                    | -    |                  |
| 08/06/2005 | Пірей           | Греція             | 0 – 1                   | Україна              | Відбір до ЧС 2006                    | -    |                  |
| 15/08/2005 | Київ            | Україна            | 0 – 0 д.ч. (3 – 5 п.п.) | Ізраїль              | Турнір пам'яті Валерія Лобановського | -    |                  |
| 17/08/2005 | Київ            | Україна            | 2 – 1                   | Сербія та Чорногорія | Турнір пам'яті Валерія Лобановського | -    | 54'              |
| 03/09/2005 | Тбілісі         | Грузія             | 1 – 1                   | Україна              | Відбір до ЧС 2006                    | -    |                  |
| 07/09/2005 | Київ            | Україна            | 0 – 1                   | Туреччина            | Відбір до ЧС 2006                    | -    |                  |
| 08/10/2005 | Дніпропетровськ | Україна            | 2 – 2                   | Албанія              | Відбір до ЧС 2006                    | -    |                  |
| 12/10/2005 | Київ            | Україна            | 1 – 0                   | Японія               | товариський матч                     | -    | кап. - 65'       |
| 28/05/2006 | Київ            | Україна            | 4 – 0                   | Коста-Рика           | товариський матч                     | -    | 46'              |
| 02/06/2006 | Лозанна         | Італія             | 0 – 0                   | Україна              | товариський матч                     | -    | 1' — 88'         |
| 05/06/2006 | Госсау          | Лівія              | 0 – 3                   | Україна              | товариський матч                     | -    | 46'              |
| 14/06/2006 | Лейпциг         | Іспанія            | 4 – 0                   | Україна              | ЧС 2006 - 1-й етап                   | -    |                  |
| 19/06/2006 | Гамбург         | Саудівська Аравія  | 0 – 4                   | Україна              | ЧС 2006 - 1-й етап                   | -    |                  |
| 23/06/2006 | Берлін          | Туніс              | 0 – 1                   | Україна              | ЧС 2006 - 1-й етап                   | -    | 61'              |
| 26/06/2006 | Кельн           | Швейцарія          | 0 – 0 д.ч. (0 – 3 п.п.) | Україна              | ЧС 2006 - 1/8 фіналу                 | -    |                  |
| 30/06/2006 | Гамбург         | Італія             | 3 – 0                   | Україна              | ЧС 2006 - чвертьфінал                | -    |                  |
| 15/08/2006 | Київ            | Україна            | 6 – 0                   | Азербайджан          | товариський матч                     | -    | кап. - 46'       |
| 06/09/2006 | Київ            | Україна            | 3 – 2                   | Грузія               | Відбір до ЧЄ 2008                    | -    |                  |
| 07/10/2006 | Рим             | Італія             | 2 – 0                   | Україна              | Відбір до ЧЄ 2008                    | -    |                  |
| 11/10/2006 | Київ            | Україна            | 2 – 0                   | Шотландія            | Відбір до ЧЄ 2008                    | -    |                  |
| 07/02/2007 | Рамат-Ган       | Ізраїль            | 1 – 1                   | Україна              | товариський матч                     | -    | 46'              |
| 24/03/2007 | Тофтір          | Фарерські острови  | 0 – 2                   | Україна              | Відбір до ЧЄ 2008                    | -    | 82'              |
| 28/03/2007 | Одеса           | Україна            | 1 – 0                   | Литва                | Відбір до ЧЄ 2008                    | -    |                  |
| 02/06/2007 | Сен-Дені        | Франція            | 2 – 0                   | Україна              | Відбір до ЧЄ 2008                    | -    | 85'              |
| 08/09/2007 | Тбілісі         | Грузія             | 1 – 1                   | Україна              | Відбір до ЧЄ 2008                    | -    |                  |
| 12/09/2007 | Київ            | Україна            | 1 – 2                   | Італія               | Відбір до ЧЄ 2008                    | -    |                  |
| 13/10/2007 | Глазго          | Шотландія          | 3 – 1                   | Україна              | Відбір до ЧЄ 2008                    | -    | 73'              |
| 17/10/2007 | Київ            | Україна            | 5 – 0                   | Фарерські острови    | Відбір до ЧЄ 2008                    | -    | кап. - 69'       |
| 17/11/2007 | Каунас          | Литва              | 2 – 0                   | Україна              | Відбір до ЧЄ 2008                    | -    |                  |
| 21/11/2007 | Київ            | Україна            | 2 – 2                   | Франція              | Відбір до ЧЄ 2008                    | -    |                  |
| 06/02/2008 | Строволос       | Кіпр               | 1 – 1                   | Україна              | товариський матч                     | -    | кап.             |
| 26/03/2008 | Київ            | Україна            | 2 – 0                   | Сербія               | товариський матч                     | -    |                  |
| 24/05/2008 | Роттердам       | Нідерланди         | 3 – 0                   | Україна              | товариський матч                     | -    |                  |
| 20/08/2008 | Львів           | Україна            | 1 – 0                   | Польща               | товариський матч                     | -    | кап. - 63'       |
| 06/09/2008 | Львів           | Україна            | 1 – 0                   | Білорусь             | Відбір до ЧС 2010                    | -    | кап. - 44'       |
| 10/09/2008 | Алмати          | Казахстан          | 1 – 3                   | Україна              | Відбір до ЧС 2010                    | -    |                  |
| 11/10/2008 | Харків          | Україна            | 0 – 0                   | Хорватія             | Відбір до ЧС 2010                    | -    |                  |
| 10/02/2009 | Лімасол         | Словаччина         | 2 – 3                   | Україна              | тов. турнір                          | -    | 76'              |
| 11/02/2009 | Строволос       | Сербія             | 0 – 1                   | Україна              | тов. турнір                          | -    | кап.             |
| 01/04/2009 | Лондон          | Англія             | 2 – 1                   | Україна              | Відбір до ЧС 2010                    | -    | кап.             |
| 06/06/2009 | Загреб          | Хорватія           | 2 – 2                   | Україна              | Відбір до ЧС 2010                    | -    | 88'              |
| 10/06/2009 | Київ            | Україна            | 2 – 1                   | Казахстан            | Відбір до ЧС 2010                    | -    | кап.             |
| 12/08/2009 | Київ            | Україна            | 0 – 3                   | Туреччина            | товариський матч                     | -    | кап.             |
| 05/09/2009 | Київ            | Україна            | 5 – 0                   | Андорра              | Відбір до ЧС 2010                    | -    |                  |
| 09/09/2009 | Мінськ          | Білорусь           | 0 – 0                   | Україна              | Відбір до ЧС 2010                    | -    |                  |
| 10/10/2009 | Дніпропетровськ | Україна            | 1 – 0                   | Англія               | Відбір до ЧС 2010                    | -    | 69'              |
| 14/11/2009 | Марусі          | Греція             | 0 – 0                   | Україна              | Відбір до ЧС 2010                    | -    |                  |
| 18/11/2009 | Донецьк         | Україна            | 0 – 1                   | Греція               | Відбір до ЧС 2010                    | -    |                  |
| 25/05/2010 | Харків          | Україна            | 4 – 0                   | Литва                | товариський матч                     | -    |                  |
| 29/05/2010 | Львів           | Україна            | 3 – 2                   | Румунія              | товариський матч                     | -    |                  |
| 02/06/2010 | Осло            | Норвегія           | 0 – 1                   | Україна              | товариський матч                     | -    | кап.             |
| 11/08/2010 | Донецьк         | Україна            | 1 – 1                   | Нідерланди           | товариський матч                     | -    | 58'              |
| 04/09/2010 | Лодзь           | Польща             | 1 – 1                   | Україна              | товариський матч                     | -    |                  |
| 07/09/2010 | Київ            | Україна            | 2 – 1                   | Чилі                 | товариський матч                     | -    |                  |
| 08/10/2010 | Київ            | Україна            | 2 – 2                   | Канада               | товариський матч                     | 1    | 46'              |
| 11/10/2010 | Дербі           | Бразилія           | 2 – 0                   | Україна              | товариський матч                     | -    | кап. - 15'       |
| 17/11/2010 | Каруж           | Швейцарія          | 2 – 2                   | Україна              | товариський матч                     | -    | кап. - 2'        |
| 08/02/2011 | Паралімні       | Румунія            | 2 – 2 д.ч. (2 – 4 п.п.) | Україна              | тов. турнір                          | -    | кап.             |
| 09/02/2011 | Строволос       | Швеція             | 1 – 1 д.ч. (4 – 5 п.п.) | Україна              | тов. турнір                          | -    | 71'              |
| 29/03/2011 | Київ            | Україна            | 0 – 2                   | Італія               | товариський матч                     | -    | кап.             |
| 01/06/2011 | Київ            | Україна            | 2 – 0                   | Узбекистан           | товариський матч                     | 1    | 85'              |
| 06/06/2011 | Донецьк         | Україна            | 1 – 4                   | Франція              | товариський матч                     | 1    | кап.             |
| 10/08/2011 | Харків          | Україна            | 0 – 1                   | Швеція               | товариський матч                     | -    |                  |
| 02/09/2011 | Харків          | Україна            | 2 – 3                   | Уругвай              | товариський матч                     | -    | кап. - 46'       |
| 06/09/2011 | Прага           | Чехія              | 4 – 0                   | Україна              | товариський матч                     | -    | кап.             |
| 07/10/2011 | Київ            | Україна            | 3 – 0                   | Болгарія             | товариський матч                     | -    |                  |
| 11/10/2011 | Таллінн         | Естонія            | 0 – 2                   | Україна              | товариський матч                     | -    | кап. - 71'       |
| 11/11/2011 | Київ            | Україна            | 3 – 3                   | Німеччина            | товариський матч                     | -    |                  |
| 15/11/2011 | Львів           | Україна            | 2 – 1                   | Австрія              | товариський матч                     | -    | кап.             |
| 29/02/2012 | Петах-Тіква     | Ізраїль            | 2 – 3                   | Україна              | товариський матч                     | -    | кап.             |
| 28/05/2012 | Куфштайн        | Україна            | 4 – 0                   | Естонія              | товариський матч                     | -    | кап.             |
| 01/06/2012 | Інсбрук         | Австрія            | 3 – 2                   | Україна              | товариський матч                     | -    | кап.             |
| 11/06/2012 | Київ            | Україна            | 2 – 1                   | Швеція               | ЧЄ 2012 - 1-й етап                   | -    |                  |
| 15/06/2012 | Донецьк         | Україна            | 0 – 2                   | Франція              | ЧЄ 2012 - 1-й етап                   | -    | 87'              |
| 19/06/2012 | Донецьк         | Англія             | 1 – 0                   | Україна              | ЧЄ 2012 - 1-й етап                   | -    | кап. - 63'       |
| 15/08/2012 | Львів           | Україна            | 0 – 0                   | Чехія                | товариський матч                     | -    | кап. - 46'       |
| 11/09/2012 | Лондон          | Англія             | 1 – 1                   | Україна              | Відбір до ЧС 2014                    | -    | кап.             |
| 12/10/2012 | Кишинів         | Молдова            | 0 – 0                   | Україна              | Відбір до ЧС 2014                    | -    | кап.             |
| 16/10/2012 | Київ            | Україна            | 0 – 1                   | Чорногорія           | Відбір до ЧС 2014                    | -    | кап.             |
| 14/11/2012 | Софія           | Болгарія           | 0 – 1                   | Україна              | товариський матч                     | -    | 46'              |
| 06/02/2013 | Севілья         | Норвегія           | 0 – 2                   | Україна              | товариський матч                     | -    | кап. - 64'       |
| 22/03/2013 | Варшава         | Польща             | 1 – 3                   | Україна              | Відбір до ЧС 2014                    | -    | 60' — 87'        |
| 26/03/2013 | Одеса           | Україна            | 2 – 1                   | Молдова              | Відбір до ЧС 2014                    | -    | кап.             |
| 07/06/2013 | Подгориця       | Чорногорія         | 0 – 4                   | Україна              | Відбір до ЧС 2014                    | -    | кап.             |
| 14/08/2013 | Київ            | Україна            | 2 – 0                   | Ізраїль              | товариський матч                     | -    | кап. - 46'       |
| 06/09/2013 | Львів           | Україна            | 9 – 0                   | Сан-Марино           | Відбір до ЧС 2014                    | -    | кап. - 60'       |
| 15/10/2013 | Серравалле      | Сан-Марино         | 0 – 8                   | Україна              | Відбір до ЧС 2014                    | -    | кап.             |
| 05/03/2014 | Ларнака         | Україна            | 2 – 0                   | США                  | товариський матч                     | -    | кап.             |
| 03/09/2014 | Київ            | Україна            | 1 – 0                   | Молдова              | товариський матч                     | -    | кап. - 26'       |
| 09/10/2014 | Борисов         | Білорусь           | 0 – 2                   | Україна              | Відбір до ЧЄ 2016                    | -    | 90'+1'           |
| 12/10/2014 | Львів           | Україна            | 1 – 0                   | Північна Македонія   | Відбір до ЧЄ 2016                    | -    | 90'+1'           |
| 15/11/2014 | Люксембург      | Люксембург         | 0 – 3                   | Україна              | Відбір до ЧЄ 2016                    | -    | кап.             |
| 18/11/2014 | Київ            | Україна            | 0 – 0                   | Литва                | товариський матч                     | -    | 78' — 83'        |
| 27/03/2015 | Севілья         | Іспанія            | 1 – 0                   | Україна              | Відбір до ЧЄ 2016                    | -    | кап.             |
| 31/03/2015 | Львів           | Україна            | 1 – 1                   | Латвія               | товариський матч                     | -    | кап.             |
| 09/06/2015 | Лінц            | Грузія             | 1 – 2                   | Україна              | товариський матч                     | -    | 46'              |
| 17/11/2015 | Марибор         | Словенія           | 1 – 1                   | Україна              | Відбір до ЧЄ 2016                    | -    | 90'+6'           |
| 24/03/2016 | Одеса           | Україна            | 1 – 0                   | Кіпр                 | товариський матч                     | -    | 72               |
| 03/06/2016 | Бергамо         | Україна            | 3 – 1                   | Албанія              | товариський матч                     | -    | 90               |
| 21/06/2016 | Марсель         | Україна            | 0 – 1                   | Польща               | ЧЄ 2016 - 1-й етап                   | -    | 90'+2'           |
| Усього     |                 | Матчів (1 місце)   | 144                     |                      | Голів                                | 4    |                  |

## Титули

### «Шахтар»
- Чемпіонат України з футболу
  -  Переможець (3): 2001/02, 2004/05, 2005/06
  -  Срібний призер (6): 1997/98, 1998/99, 1999/2000, 2000/01, 2002/03, 2003/04
- Кубок України з футболу:
  -  Переможець (3): 2000/01, 2001/02, 2003/04
  -  Срібний призер (2): 2002–2003, 2004/05,
- Суперкубок України з футболу:
  -  Переможець (1): 2007
  -  Срібний призер (2): 2004, 2006
- Найкращий український футболіст року (за версією видання «Український футбол»): 2002, 2006, 2007
- Футболіст року в чемпіонаті України (за версією видання «Команда»): 2002

### «Зеніт»
- Чемпіонат Росії з футболу:
  -  Переможець (2): 2007, 2014/15
  -  Срібний призер (1): 2013/14
  -  Бронзовий призер (1): 2009
  - Найкращий гравець чемпіонату Росії: 2007
- Суперкубок Росії
  -  Переможець (1): 2008
  -  Срібний призер (1): 2013
- Кубок УЄФА:
  -  Володар (1): 2007/08
- Суперкубок УЄФА:
  -  Володар (1): 2008

### «Баварія»
- Ліга чемпіонів УЄФА
  -  Володар (1): 2012/13
  -  Фіналіст (2): 2009/10, 2011/12
- Чемпіонат Німеччини з футболу:
  -  Переможець (2): 2009/10, 2012/13
  -  Срібний призер (2):2010/11, 2011/12
- Кубок Німеччини з футболу:
  -  Переможець (2): 2009/10, 2012/13
  -  Срібний призер (2): 2011/12
- Суперкубок Німеччини з футболу
  -  Переможець (2): 2010, 2012

### «Кайрат»
- Переможець Кубку Казахстану з футболу (1): 2015
- Переможець Суперкубку Казахстану з футболу (1): 2016

### Збірна України
- Чвертьфіналіст чемпіонату світу 2006
- Учасник чемпіонату Європи 2012
- Учасник чемпіонату Європи 2016

## Цікаві факти
- В юності кумиром Тимощука був Лотар Маттеус. Капітанська пов'язка з кольорами німецького прапора, яку певний час носив капітан «Шахтаря», колись належала саме цьому футболістові.
- Одна з улюблених пісень — «911» («Океан Ельзи»).
- Учасник матчу «Друзі Зідана» — «Друзі Роналду» (у команді француза). Товариші з команди називали його «Timo».
- На сайті «гірників» під час опитування, присвяченого 70-річчю «Шахтаря», уболівальники обрали Анатолія Тимощука капітаном символічної збірної всіх часів.
- Любить «бонсай».
- Єдиний український футболіст, який став прототипом для літературного персонажа (Тимофій Онищук з книги донецького письменника Ярослава Вєрова «Господин Чичиков»).
- 23 березня 2025 року, під час трансляції матчу Бельгія — Україна, журналісти MEGOGO у статистиці гравців, що виходили на заміну та забивали м'ячі, замінили прізвище Тимощука прізвиськом «Бомж № 4»[26].